# Rangalifinolhu
Rangalifinolhu är en ö i Ariatollen i Maldiverna. Den ligger i administrativa atollen Alif Dhaal, i den västra delen av landet, 110 km sydväst om huvudstaden Malé.
På ön finns en turistanläggning, men ingen fastboende befolkning, varför ön officiellt räknas som obebodd. Ön har broförbindelse med den mindre ön Rangali som tillhör samma turistanläggning.